# Volkslied van de Oranje Vrijstaat
Het volkslied van den Oranje Vrijstaat (Afrikaans: Vrystaatse Volkslied) werd vanaf 1854 tot 1902 gebruikt in de onafhankelijke Boerenrepubliek van Oranje Vrijstaat. De muziek werd gecomponeerd door Willem Nicolaï, de tekst werd geschreven door Hendrik Antonie Lodewijk Hamelberg. 

## De tekst
Heft, Burgers, 't lied der vrijheid aan

En zingt ons eigen volksbestaan!

Van vreemde banden vrij,

Bekleedt ons klein gemenebest,

Op orde, wet en recht gevest,

Rang in der Staten rij.

Rang in der Staten rij.

Al heeft ons land een klein begin,

Wij gaan met moed de toekomst in,

Het oog op God gericht,

Die niet beschaamt wie op Hem bouwt,

Op Hem als op een burcht vertrouwt,

Die voor geen stormen zwicht.

Die voor geen stormen zwicht.

Zie in gena' en liefde neer

Op onze President, o Heer!

Wees Gij zijn toeverlaat!

De taak, die op zijn schouders rust,

Vervulle hij met trouw en lust

Tot heil van volk en staat!

Tot heil van volk en staat!

Bescherm, o God, de Raad van't land,

Geleid hem aan Uw vaderhand,

Verlicht hem van omhoog,

Opdat zijn werk geheiligd zij

En vaderland en burgerij

Ten zegen strekken moog'!

Ten zegen strekken moog'!

Heil, driewerf heil de dierb're Staat,

het Volk, de President, de Raad!

Ja, bloei' naar ons gezang

De Vrijstaat en zijn burgerij,

In deugden groot, van smetten vrij,

Nog tal van eeuwen lang!

Nog tal van eeuwen lang!